# The Modern Dance

The Modern Dance är Pere Ubus debutalbum släppt 1978.
Skivan producerades av Ken Hamann och är inspelad i Suma studio, USA.
The Modern Dance följdes av Dub Housing.

## Låtlista
1. Non-aligment Pact
2. The Modern Dance
3. Laughing
4. Street Waves
5. Chinese Radiation
6. Life Stinks
7. Real World
8. Over my Head
9. Sentimental Journey
10. Humor me